# Bluszczyk kurdybanek
Bluszczyk kurdybanek (Glechoma hederacea L.), zwany też zwyczajowo bluszczykiem ziemnym, kurdybankiem, obłożnikiem – gatunek rośliny należący do rodziny jasnotowatych. Występuje w całej Europie, w umiarkowanych strefach Azji, na Syberii, zadomowiony także w Ameryce Północnej, gdzie jest gatunkiem zawleczonym. Pospolity na całym obszarze Polski.
Epitet gatunkowy nazwy zwyczajowej (kurdybanek) pochodzi od kurdybanów – garbowanych skór, zdobionych m.in. motywami roślinnymi.

## Morfologia
PokrójRoślina wysokości 10–20 cm, z długimi pełzającymi rozłogami, łatwo zakorzeniającymi się.
ŁodygaPłożąca się, kwiatowe podnoszące się. Sporadycznie owłosiona lub naga, rozgałęziona, kanciasta i miękka, z długimi (do 1 m) ulistnionymi rozłogami.
LiścieZimotrwałe, naprzeciwległe, długości 1–3 cm, sercowato okrągławe lub nerkowate, z karbowanym brzegiem. Na spodniej stronie blaszki często fioletowoczerwone. Ogonki liściowe zawsze krótsze od międzywęźli.
KwiatyOsadzone po 2–4 w kątach liści, krótkoszypułkowe. Kielich rurkowaty, niewyraźnie dwuwargowy, długości 5–7 mm. Korona 2–3 razy dłuższa od kielicha, niebieskofioletowa do czerwonawej, sporadycznie biała, z włoskami w gardzieli. Górna warga dwuklapowa, dolna trzyklapowa. Posiada dwa rodzaje kwiatów – obok kwiatów obupłciowych występują kwiaty żeńskie z prątniczkami.
OwoceRozłupnia rozpadająca się na 4 rozłupki.

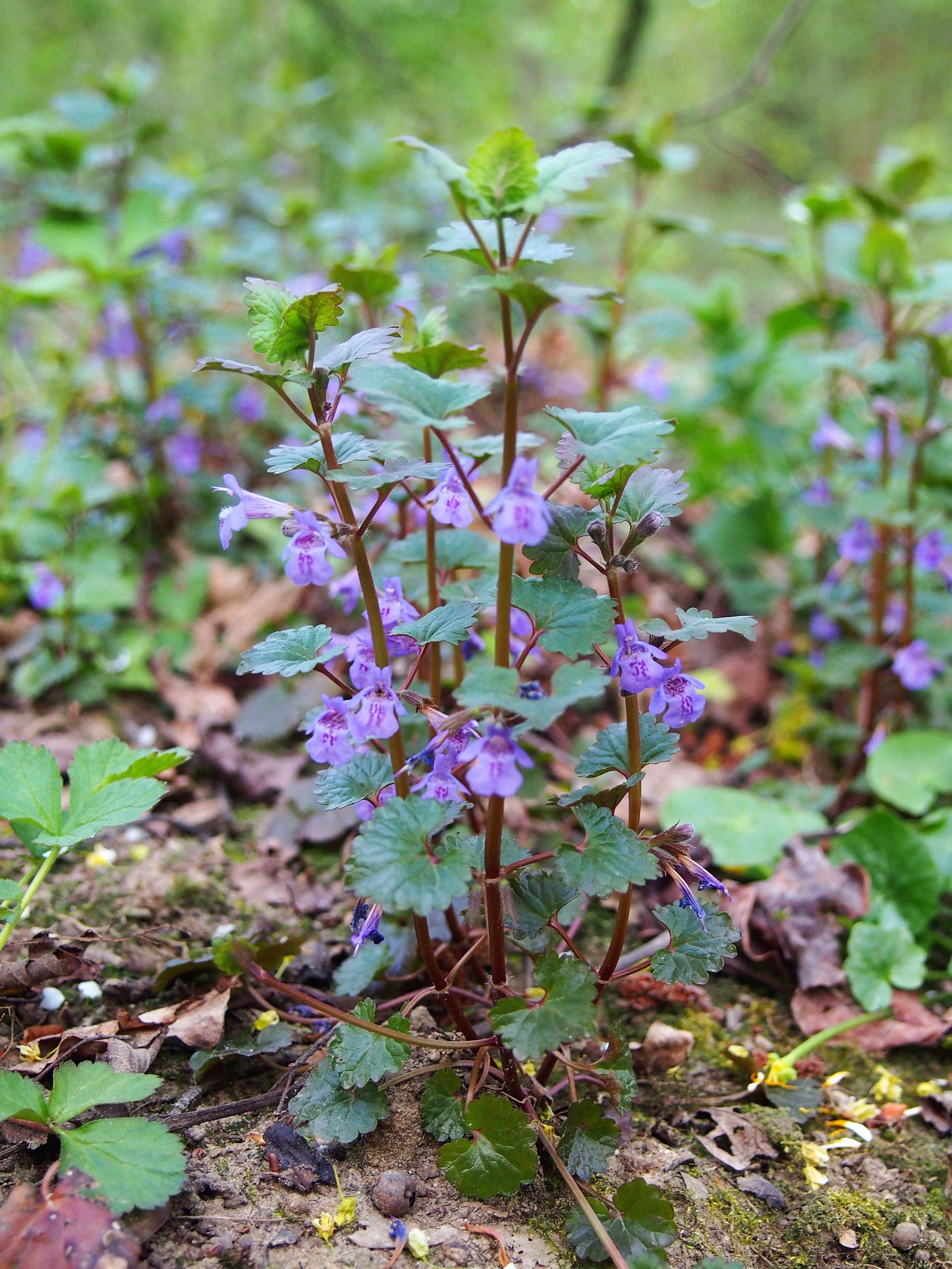
Pokrój
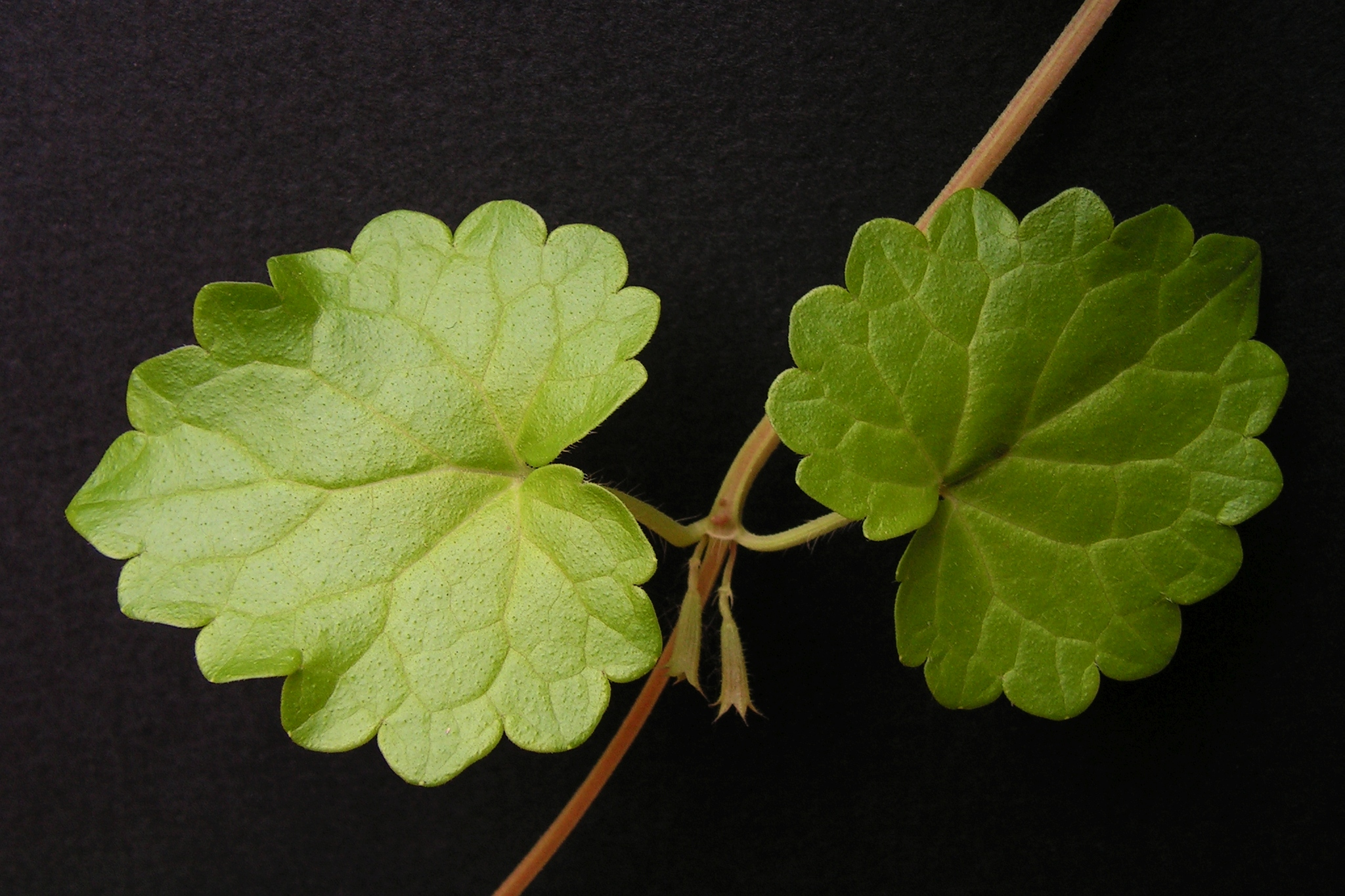
Liście
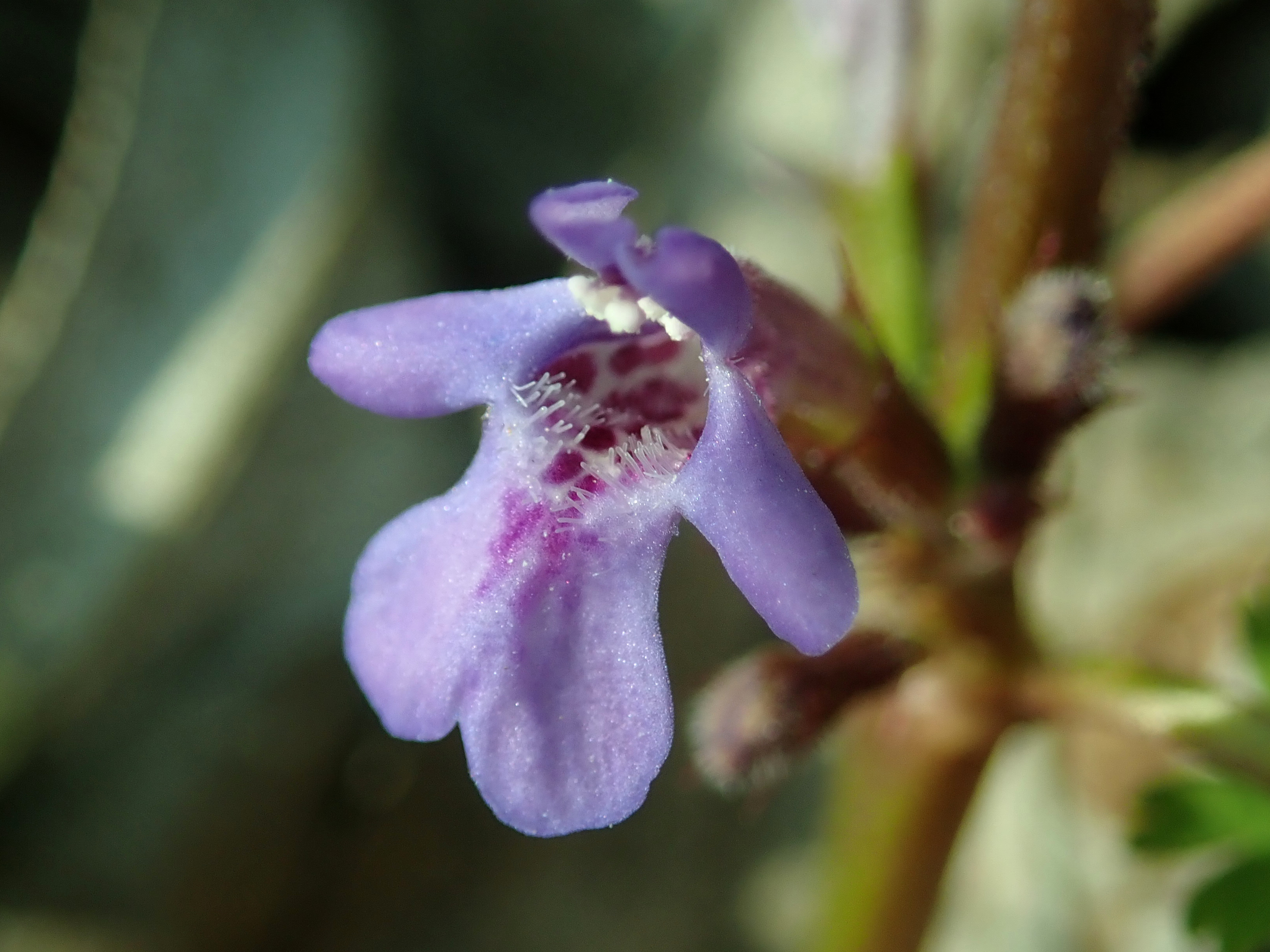
Kwiat
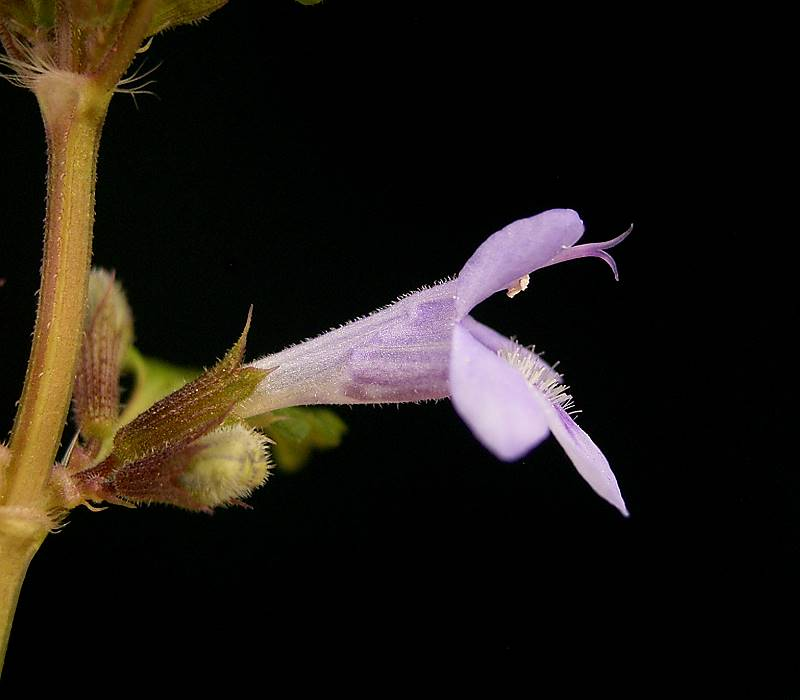
Kwiat

## Biologia i ekologia

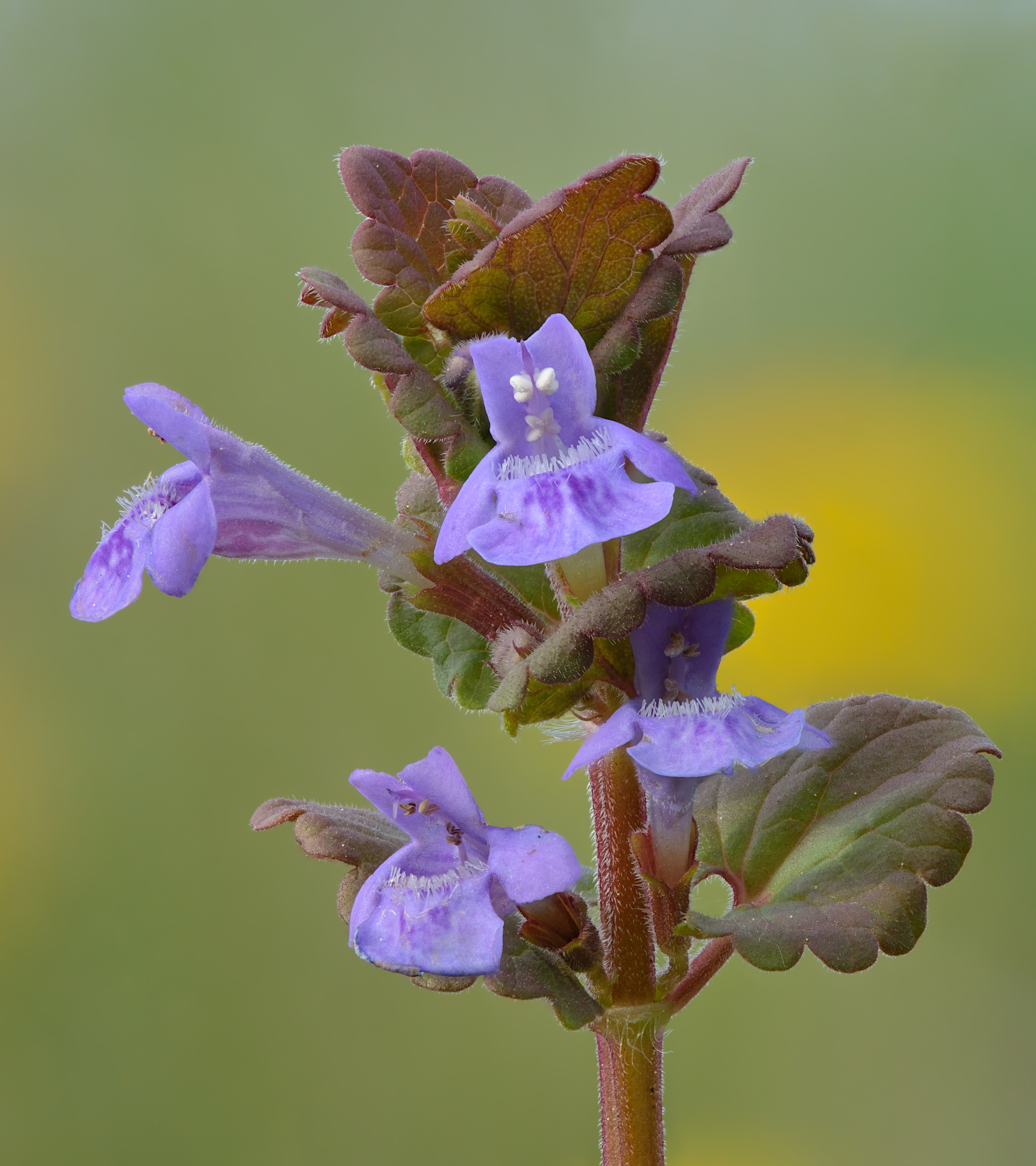
Kwiatostan

Bylina, geofit, hemikryptofit. Zakwita w drugim roku życia, kwitnie od kwietnia do czerwca (lub rzadziej do lipca). Zapylany jest przez owady. Nasiona rozsiewane są przez mrówki (myrmekochoria). Liczba chromosomów 2n = 18, 36.
W środkowej Europie występuje od niżu po regiel dolny, w obszarze o klimacie suboceanicznym. W Polsce pospolity. Preferuje gleby zasobne w składniki mineralne, szczególnie azot. Rośnie w zaroślach, przydrożach, na łąkach i skrajach pól. W uprawach rolnych, szczególnie w ogrodach, jest pospolitym chwastem. W klasyfikacji zbiorowisk roślinnych gatunek charakterystyczny dla O. Glechometalia.

## Zmienność
Tworzy mieszańce z bluszczykiem kosmatym (Glechoma hirtusa) – Glechoma ×pannonica Borbas.

## Zastosowanie
Roślina lecznicza
- Surowiec zielarski – ziele bluszczyku (Herba Hederae terrestris syn. Herba Glechomae).
- Skład chemiczny – ziele zawiera śladowe ilości olejku eterycznego, do 7% garbników, cholinę, substancję goryczkową – glechominę, saponiny, żywice, sole mineralne.
- Działanie – ziele stosowane przeciw zatruciu ołowiem, w medycynie ludowej w postaci naparu stosowany przy przewlekłych nieżytach dróg oddechowych, astmie, przeciw bólom żołądka, przy schorzeniach pęcherza i kamicy nerkowej. Zewnętrznie używany do sporządzania odwarów dezynfekujących[5] do przemywania ran i w chorobach skóry, ze względu na delikatne działanie ściągające, przeciwzapalne i przeciwbakteryjne.

Roślina przyprawowaStosowany jako przyprawa do potraw: zup i pierogów z twarogiem, ze względu na przyjemny korzenny zapach i smak.
Roślina miododajnaMiód z bluszczyku jest jasnożółty.
Roślina ozdobnaUprawiany jest głównie jako roślina okrywowa, rozrasta się bowiem szybko, jego pędy łatwo ukorzeniają się i dobrze znosi zacienienie.
Roślina pastewnaWartościowa pasza zwiększająca mleczność krów.

## Uprawa
Najlepiej rośnie na żyznym i wilgotnym podłożu. Rozmnaża się z nasion, sadzonek pędowych wytwarzanych późnym latem (przyjmują się łatwo) lub przez podział jesienią lub wiosną. Uprawia się go głównie jako roślinę okrywową, z dala od innych roślin ozdobnych, jest bowiem ekspansywny i może stać się w ogródku uciążliwym chwastem. Najczęściej uprawia się kultywar Variegata o bardzo długich pędach i zielonych liściach z charakterystycznymi jasnymi brzegami, które stanowią największą ozdobę tej odmiany. Nie toleruje przeorywania i zbyt wielu zabiegów agrotechnicznych.